# نادي مونتريال للطائرات الخفيفة

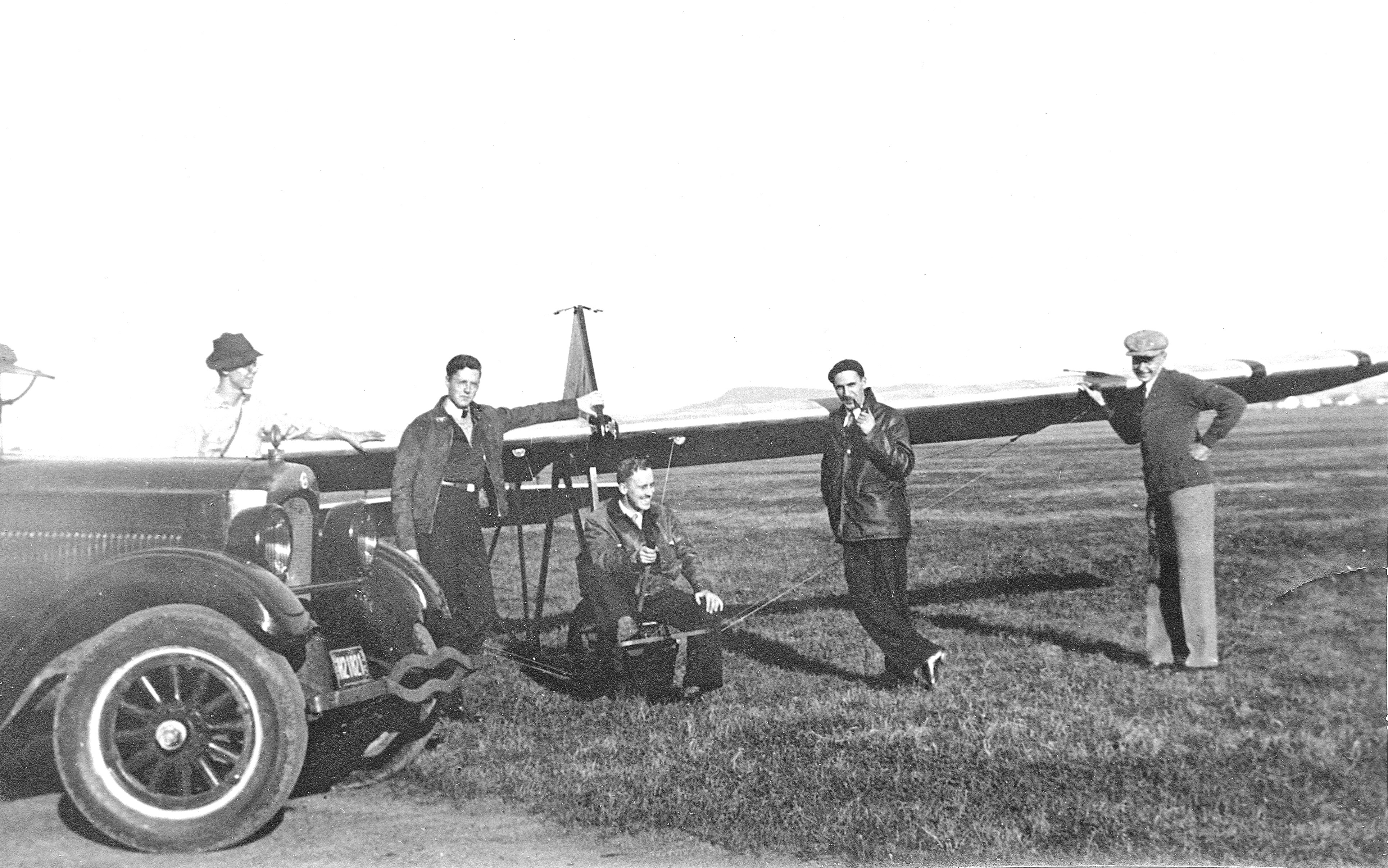
نادي مونتريال للطائرات الخفيفة

نادي مونتريال لايت للطائرات الخفيفة كان من أوائل نوادي الطائرات التي تأسست في كندا عام 1928 بموجب مخطط الحكومة الكندية في تطوير حركة الطائرات الخفيفة في كندا. 
تم تأسيسه في مطار كارتيرفيل ، مونتريال ، كيبيك ، لكنه توسع بسرعة وانتقل إلى سانت هوبرت. 